# Byri på svensk
Byri på svensk (dialektal finnlandschwedisch für „auf Schwedisch beginnen“) war ursprünglich der Name einer lokalen Kampagne und wurde später eine stehende Wendung zur Stärkung der schwedischen Sprache im zweisprachigen Finnland. Die Phrase ist Karleby-Dialekt und entspricht dem standardschwedischen Ausdruck börja på svenska („auf Schwedisch beginnen“), der im Hinblick auf die Sprachattitüde unter Finnlandschweden regelmäßig gebraucht wird.

## Hintergrund
Die als Östsvenska mål bezeichneten schwedischen Dialekte bilden in Finnland eine Minderheitensprache, die in der Zeit der Zugehörigkeit Finnlands zu Schweden (bis 1809), als Sprache der führenden gesellschaftlichen Schicht, die dominante Sprache des Landes war, dann – nach massiven Bemühungen der finnischen Sprachpolitik um eine Aufwertung der finnischen Sprache – aber an Bedeutung verlor und heute nur noch von 5–6 Prozent der finnischen Bevölkerung gesprochen wird, weitgehend konzentriert auf Åland und die Inseln des Schärenmeers sowie die beiden Küstenstreifen von Österbotten (einschließlich Karleby, finnisch Kokkola) und Nyland (siehe auch Liste der schwedisch- und zweisprachigen Gemeinden Finnlands). Aufgrund seines offiziellen Status wird das Finnlandschwedische – anders als etwa die samischen und karelischen Sprachen – nicht als bedrohte Sprache eingestuft, verliert aber bis in die Gegenwart stetig an Sprechern.
Die Projektkampagne Byri på svensk fand ursprünglich zwischen 2005 und 2008 in Karleby statt und wurde 2010 erneut für ein halbes Jahr im Ort gestartet. Karleby ist eine zweisprachige Stadt an der Westküste und Hauptstadt der Landschaft Mittelösterbotten. Heute beträgt der Anteil der schwedischsprachigen Bevölkerung in diesem Ort nur noch etwa 12 %.
Ziel der Kampagne war, die Finnlandschweden in zweisprachigen Orten daran zu erinnern, Gespräche mit unbekannten Personen (z. B. auf Ämtern oder in Geschäften und Restaurants) nicht automatisch auf Finnisch zu beginnen. Finnlandschweden beginnen oft ein Gespräch mit Unbekannten auf Finnisch, weil sie befürchten, ihre Gesprächspartner – falls sie finnischsprachig sind und nicht so gut Schwedisch können – in eine peinliche Situation zu versetzen. Ein solches Verhalten wird sogar unter schwedischen Muttersprachlern beobachtet, damit verliert die Sprache weitere natürliche Domänen und ihr Überleben ist bedroht. In einer 2008 durchgeführten Umfrage gaben 40 % an, als ein Resultat der Kampagne mehr Schwedisch zu sprechen. Vier Fünftel der Befragten waren der Meinung, dass ähnliche Kampagnen auch in Zukunft notwendig seien. Obwohl diese Erhebung wenig umfangreich war, wurde sie von der Forschung als aussagekräftig eingeschätzt.

## Überregionale Rezeption
Der Soziologe Kjell Herberts vergleicht Byri på svensk mit Kampagnen zur Stärkung anderer europäischer Regional- oder Minderheitensprachen, wie Katalanisch, Galizisch, Friesisch und Baskisch.
Über das Projekt wurde landesweit von bedeutenden Medien berichtet, u. a. von Yleisradio in finnischer Sprache. Die Justizministerin Anna-Maja Henriksson referierte während und nach dem Projekt über das Motto Byri på svensk, auf das auch noch mehrere Jahre später regelmäßig verwiesen wurde und das sogar als stehende Wendung – ohne direkte Referenz auf die ursprüngliche Bedeutung, d. h. den Projektnamen – in der Fachliteratur und den überregionalen Medien Verwendung findet.
2019 wurde die Sprachaktivistin und Leiterin des zweisprachigen Jugendzentrums Villa Elba in Karleby, Catarina Silvander, für ihre zweisprachige Jugendarbeit und Projekte wie Byri på svensk mit der Verdienstmedaille von Svenska Finlands folkting ausgezeichnet. Eine weitere von Silvander maßgeblich getragene Schwedisch-Kampagne hatte das Motto Päivää Goddag („Guten Tag“ auf Finnisch und Schwedisch) getragen. Ähnliche Kampagnen haben auch an anderen zweisprachigen Orten stattgefunden, z. B. Svenska på stan („Schwedisch in der Stadt“) in Åbo (finnisch Turku).